# Aristide Frémine
Aristide Frémine, né le 16 janvier 1837 à Bricquebec et mort à Issy-les-Moulineaux le 5 décembre 1897, est un écrivain français.

## Biographie
Ami de Paul Arène, Camille Pelletan et Armand Silvestre, Aristide Frémine est l’auteur notamment d’une fameuse épopée en vers Légende de Normandie, d’un roman intitulé Une demoiselle de campagne (1892), où il dépeint sa ville natale de Bricquebec sous le nom de « Bourg-des-Bois », et d’une étude Les Français dans les îles de la Manche.
Il a collaboré entre 1884 et 1888, au quotidien Le Figaro comme feuilletonniste, ainsi qu’à la Jeune France. Il est souvent associé à son frère Charles, également écrivain, avec qui il a notamment publié la biographie du poète normand Armand Lebailly.

## Œuvres
- Armand Le Bailly, Paris, Sandoz & Fischbacher, 1877 ;
- La Légende de Normandie, Paris, Lemerre, 1886 ;
- Les Français dans les Îles de la Manche (Iles anglo-normandes), Paris, Picard & Kaan, 1888 co-écrit avec son frère Charles Frémine, illustré par Édouard Loëvy ;
- Une Demoiselle de campagne, Paris, Lemerre, 1892. Rééd. Coutances, Arnaud-Bellée, 1975 ;
- Un bénédictin, Brécey, Les Cahiers culturels de la Manche, 2002 ;
- Poésies. Le long du chemin. 1856-1861, (s. d.).

## Hommage, postérité
Une statue de Robert Delandre, inaugurée en 1929 à Bricquebec, le représente avec son frère Aristide et le sculpteur Armand Le Véel. Dans le bronze est gravée la formule : « Ils ont aimé et chanté leur pays. ». Cette formule figure dans le testament de Charles Frémine, frère d'Aristide, qui se suicida le 10 juin 1906. Il avait demandé qu'on mélangeât ses cendres et celles de son frère dans une urne, sur laquelle figurerait cette épitaphe (Revue Nos Loisirs no 3 du 15 juillet 1906, p. 82). Deux rues commémorent les frères Frémine à Bricquebec et à Siouville-Hague.

## Pour approfondir